# دونالد ساترلند
دونالد مک‌ نیکول ساترلند (به انگلیسی: Donald McNicol Sutherland؛ ۱۷ ژوئیهٔ ۱۹۳۵ – ۲۰ ژوئن ۲۰۲۴) بازیگر کانادایی بود. او در طول حرفه‌ای که شش دهه را در بر می‌گرفت، افتخارات متعددی شامل یک جایزه امی ساعات پربیننده و دو جایزه گلدن گلوب دریافت کرد و همچنین نامزد یک جایزه فیلم بفتا شد. او یکی از بهترین بازیگرانی دانسته می‌شود که هرگز نامزد جایزه اسکار نشدند. به او جایزه اسکار افتخاری در سال ۲۰۱۷ داده شد.
ساترلند پس از بازی در فیلم‌هایی مانند دوازده مرد خبیث (۱۹۶۷)، مش (۱۹۷۰) و قهرمانان کلی (۱۹۷۰) به شهرت رسید. او سپس در فیلم‌های زیادی هم در نقش‌های اصلی و هم در نقش‌های مکمل بازی کرد که شامل کلوت (فیلم) (۱۹۷۱), حالا نگاه نکن (۱۹۷۳), روز اقاقیا (فیلم) (۱۹۷۵), کازانووای فلینی (۱۹۷۶)، ۱۹۰۰ (۱۹۷۶)، خانه حیوانات (۱۹۷۸)، حمله جسددزدها (۱۹۷۸)، مردم معمولی (۱۹۸۰)، سوراخ سوزن (۱۹۸۱)، فصل سفید خشک (۱۹۸۹), بازافروختگی (۱۹۹۱)، جی‌اف‌کی (۱۹۹۱)، شش درجه جدایی (۱۹۹۳)، گاوچران‌های فضا (۲۰۰۰)، کسب‌وکار ایتالیایی (۲۰۰۳) و غرور و تعصب (۲۰۰۵) می‌شوند. ساترلند همچنین نقش رئیس‌جمهور اسنو را در مجموعهٔ بازی‌های گرسنگی بازی کرد.
در تلویزیون، نقش‌آفریمی ساترلند در فیلم شهروند مجهول (۱۹۹۵) محصول اچ‌بی‌او برای او جایزه امی ساعات پربیننده در رشتهٔ بهترین بازیگر نقش مکمل مرد در سریال یا فیلم محدود را به ارمغان آورد. او همچنین نقش کلارک کلیفورد را در فیلم راهی به‌سوی جنگ (۲۰۰۲) ایفا کرد و برنده جایزه گلدن گلوب بهترین بازیگر نقش مکمل مرد – سریال، مینی‌سریال یا فیلم تلویزیونی شد.
ساترلند افتخارات گوناگونی از جمله ورود به پیاده‌روی مشاهیر کانادا در سال ۲۰۰۰ و پیاده‌روی مشاهیر هالیوود در سال ۲۰۱۱ دریافت کرد. به او همچنین نشان هنر و ادب در سال ۲۰۱۲ داده شد. او پدر کیفر، روسیف و انگوس بود که همگی بازیگر شدند. در سال ۲۰۲۳، اداره پست کانادا تمبری را به افتخار او منتشر کرد که یادبودی برای حرفهٔ او به‌ عنوان یکی از محترم‌ترین و همه‌کاره‌ترین بازیگران کانادا بود.

## آغاز زندگی

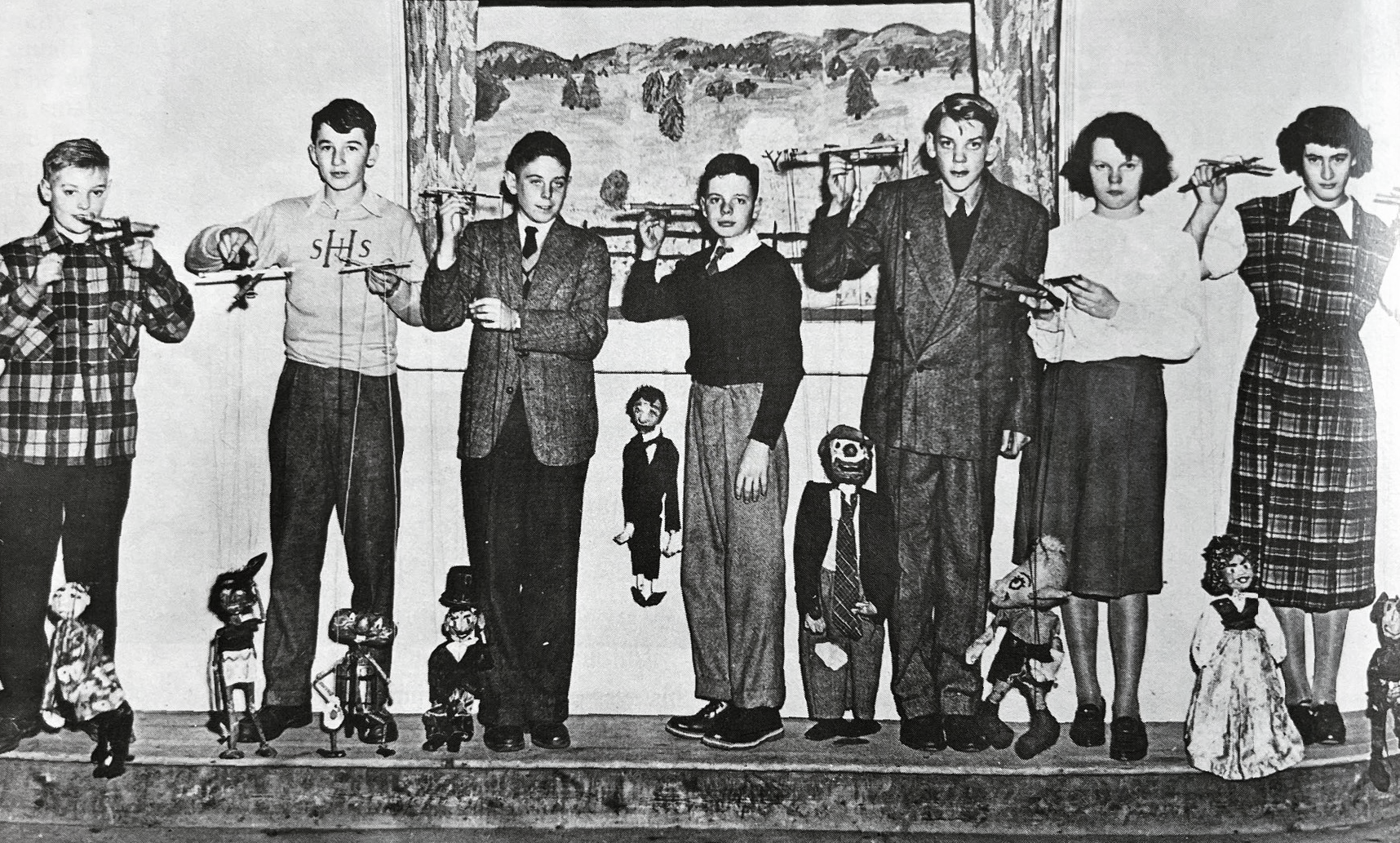
ساترلند (نفر سوم از راست) در مدرسه ویکتوریا، ۱۹۴۸

دونالد مک‌نیکول ساترلند در ۱۷ ژوئیهٔ ۱۹۳۵ در سنت جان، نیوبرانزویک زاده شد. پدرش فروشنده بود و شرکت گاز، برق و اتوبوس‌رانی را اداره می‌کرد. او تبار اسکاتلندی، آلمانی و انگلیسی داشت. پدربزرگ او خادم کلیسای اسکاتلند بود. او در کودکی تب روماتیسمی، هپاتیت و فلج اطفال داشت. ساترلند و خانواده‌اش در شش سال نخست زندگی‌اش در همپتون زندگی می‌کردند. وقتی او نوزاد بود خانواده از سنت جان به آنجا نقل مکان کرده بودند. او ابتدا در مدرسه‌ای یک کلاسه در همپتون تحصیل کرد. خانواده ساترلند زمانی که او شش ساله بود به سنت جان بازگشتند؛ آن زمان پدرش شغلی را در شرکت برق نیوبرانزویک به‌عنوان معاون و مدیر کل کسب کرده بود. ساترلند در مدرسه ویکتوریا در سنت جان تحصیل کرد و بعداً برای مدرسه هاکی بازی می‌کرد. در این مدت ساترلند به تمرین عروسک‌گردانی نیز می‌پرداخت.
ساترلند در نامه‌ای که در سال ۲۰۱۷ به نمایندهٔ کتابخانه عمومی سنت جان فرستاد، توضیح داد که چگونه او و خانواده‌اش در خانه‌ای مزرعه‌ای در لیک‌ساید، واقع در همپتون کنونی، پیش از نقل مکان به بریج واتر، نوا اسکوشیا (در ۱۲ سالگی)، زندگی می‌کردند. او سال‌های نوجوانی خود را در آنجا گذراند. او نخستین شغل پاره‌وقت خود را در ۱۴ سالگی به‌عنوان خبرنگار اخبار ایستگاه رادیویی محلی CKBW به دست آورد. ساترلند در ۱۹ سالگی چهار ماه را به‌عنوان دانشجو در فنلاند گذراند. او در فنلاند در نزدیکی معدن آهن واقع در کاینو زندگی می‌کرد.
ساترلند از دبیرستان بریج‌واتر فارغ‌التحصیل شد. او سپس پیش از انتقال به کالج وابسته به آن، یعنی دانشگاه ویکتوریا، تحصیل در دانشگاه تورنتو را آغاز کرد. او نخستین همسرش لوئیس می هاردویک را در دانشگاه ویکتوریا ملاقات کرد. او در سال ۱۹۵۸ با مدرک دوگانه در مهندسی و نمایش فارغ‌التحصیل شد. او زمانی عضو یک گروه کمدی در تورنتو بود. او ابتدا تصمیم داشت مهندس شود، اما در سال ۱۹۵۷ کانادا را به مقصد بریتانیا ترک کرد و در آکادمی موسیقی و هنرهای نمایشی لندن به تحصیل پرداخت.

## زندگی خصوصی
ساترلند سه بار ازدواج کرد. ازدواج نخست او، با لوئیس می هاردویک، مدیر مدرسه، از سال ۱۹۵۹ تا ۱۹۶۶ به طول انجامید. ازدواج دوم او که از سال ۱۹۶۶ تا ۱۹۷۰ به طول انجامید، با شرلی داگلاس، دختر تامی داگلاس، فرماندار سابق استان ساسکاچوان بود. ساترلند و داگلاس دو فرزند داشتند، دوقلوهای کیفر و راشل. او از سال ۱۹۷۰ تا ۱۹۷۲ با جین فوندا که در کلوت هم‌بازی شدند و با او در فعالیت‌های ضد جنگ ویتنام شرکت کرده بود، رابطه داشت.
ساترلند در پشت صحنهٔ فیلمی با بازیگر کانادایی فرانسوی، فرانسین راسته، آشنا شد و در سال ۱۹۷۲ با هم ازدواج کردند. آن‌ها سه پسر داشتند: روسیف ساترلند، آنگوس ردفورد ساترلند، و روگ ساترلند.  نام همه آن‌ها برگرفته از کارگردانانی بود که ساترلند با آن‌ها کار کرده بود. نام کیفر (پسرش با داگلاس) به اقتباس کارگردان و نویسنده آمریکایی‌تبار وارن کیفر بود، که تحت نام فرضی لورنزو ساباتینی نخستین فیلم بلند ساترلند را کارگردانی کرد. نام روگ به اقتباس از کارگردان نیکلاس روگ و نام روسیف به اقتباس از کارگردان فرانسوی فردریک روسیف انتخاب شده است. آنگوس ردفورد نام میانی خود را به اقتباس از رابرت ردفورد دارد.

## بخشی از فیلمشناسی
| عنوان فیلم                       | سال       | در نقش                        |
| -------------------------------- | --------- | ----------------------------- |
| خانه وحشت دکتر ترور              | ۱۹۶۵      |                               |
| رویداد بدفورد                    | ۱۹۶۵      |                               |
| مغز بیلیون دلاری                 | ۱۹۶۷      |                               |
| دوازده مرد خبیث                  | ۱۹۶۷      |                               |
| فاصله                            | ۱۹۶۸      |                               |
| ادیپ شهریار                      | ۱۹۶۸      |                               |
| تقسیم                            | ۱۹۶۸      |                               |
| مش                               | ۱۹۷۰      |                               |
| قهرمانان کلی                     | ۱۹۷۰      |                               |
| آلکس در سرزمین عجایب             | ۱۹۷۰      |                               |
| جانی تفنگش را برداشت             | ۱۹۷۱      | عیسی                          |
| کلوت                             | ۱۹۷۱      |                               |
| حالا نگاه نکن                    | ۱۹۷۳      |                               |
| جاسوس‌ها                          | ۱۹۷۴      |                               |
| روز اقاقیا                       | ۱۹۷۵      |                               |
| ۱۹۰۰                             | ۱۹۷۶      |                               |
| کازانووای فلینی                  | ۱۹۷۶      | جاکومو کازانووا               |
| عقاب فرود آمده                   | ۱۹۷۶      |                               |
| فیلم کنتاکی فراید                | ۱۹۷۷      |                               |
| خویشاوندان                       | ۱۹۷۸      |                               |
| خانه حیوانات                     | ۱۹۷۸      |                               |
| حمله جسددزدها                    | ۱۹۷۸      |                               |
| نخستین سرقت بزرگ قطار            | ۱۹۷۹      |                               |
| مردم معمولی                      | ۱۹۸۰      |                               |
| گاز                              | ۱۹۸۱      |                               |
| سوراخ سوزن                       | ۱۹۸۱      |                               |
| آزمون سخت برای اثبات بی‌گناهی     | ۱۹۸۳      |                               |
| مکس دوگان بازمی‌گردد              | ۱۹۸۳      |                               |
| کرکرها                           | ۱۹۸۴      |                               |
| انقلاب                           | ۱۹۸۵      |                               |
| گرگ پشت در                       | ۱۹۸۶      |                               |
| فصل سفید خشک                     | ۱۹۸۹      |                               |
| زندان                            | ۱۹۸۹      |                               |
| فریاد سنگ                        | ۱۹۹۱      |                               |
| جی‌اف‌کی                           | ۱۹۹۱      |                               |
| بازافروختگی                      | ۱۹۹۱      |                               |
| بافی قاتل خون‌آشام‌ها              | ۱۹۹۲      |                               |
| جوان‌تر و جوان‌تر                  | ۱۹۹۳      |                               |
| شش درجه جدایی                    | ۱۹۹۳      |                               |
| قرمز پرحرارت                     | ۱۹۹۳      |                               |
| استادان عروسکی                   | ۱۹۹۴      |                               |
| افشاگری                          | ۱۹۹۴      |                               |
| شیوع                             | ۱۹۹۵      |                               |
| شهروند مجهول                     | ۱۹۹۵      |                               |
| زمانی برای کشتن                  | ۱۹۹۶      |                               |
| سیمپسون‌ها                        | ۱۹۹۶      |                               |
| توطئه سایه                       | ۱۹۹۷      |                               |
| وظیفه                            | ۱۹۹۷      |                               |
| فروافتاده                        | ۱۹۹۸      |                               |
| ویروس                            | ۱۹۹۹      |                               |
| غریزه                            | ۱۹۹۹      |                               |
| وحشت                             | ۲۰۰۰      |                               |
| گاوچران‌های فضا                   | ۲۰۰۰      |                               |
| هنر جنگ                          | ۲۰۰۰      | دبیرکل سازمان ملل متحد        |
| فاینال فانتزی: ارواح درون        | ۲۰۰۱      |                               |
| راهی به‌سوی جنگ                   | ۲۰۰۲      |                               |
| کسب‌وکار ایتالیایی                | ۲۰۰۳      |                               |
| کوهستان سرد                      | ۲۰۰۳      |                               |
| جستجوگر اوقات فراغت              | ۲۰۰۴      |                               |
| فرانکنشتاین                      | ۲۰۰۴      |                               |
| غرور و تعصب                      | ۲۰۰۵      |                               |
| تفنگ آمریکایی                    | ۲۰۰۵      |                               |
| ارباب جنگ                        | ۲۰۰۵      |                               |
| یک جن‌زده آمریکایی                | ۲۰۰۵      |                               |
| از غبار بپرس                     | ۲۰۰۶      |                               |
| جشن آبجو                         | ۲۰۰۶      |                               |
| بر من حکمرانی کن                 | ۲۰۰۷      |                               |
| عصر ظلمت                         | ۲۰۰۷      |                               |
| پیریت                            | ۲۰۰۸      |                               |
| پسر فضایی                        | ۲۰۰۹      |                               |
| کلاهبردار                        | ۲۰۱۰      |                               |
| مکانیک                           | ۲۰۱۱      |                               |
| عقاب                             | ۲۰۱۱      |                               |
| رئیس‌های وحشتناک                  | ۲۰۱۱      |                               |
| بازی‌های گرسنگی                   | ۲۰۱۲      | فهرست شخصیت‌های بازی‌های گرسنگی |
| گلوله قاتل                       | ۲۰۱۲      |                               |
| سپیده‌دم سوار                     | ۲۰۱۲      |                               |
| بهترین پیشنهاد                   | ۲۰۱۳      |                               |
| بازی‌های گرسنگی: اشتعال           | ۲۰۱۳      |                               |
| مسیرهای عبور                     | ۲۰۱۳–۲۰۱۵ |                               |
| بازی‌های گرسنگی: زاغ مقلد - بخش ۱ | ۲۰۱۴      |                               |
| صدا زدن                          | ۲۰۱۴      |                               |
| رهاشده                           | ۲۰۱۵      |                               |
| بازی‌های گرسنگی: زاغ مقلد - بخش ۲ | ۲۰۱۵      |                               |
| راز میلتون                       | ۲۰۱۶      |                               |
| بلوز باسماتی                     | ۲۰۱۷      |                               |
| اعتماد                           | ۲۰۱۸      | جی. پال گتی                   |
| به‌سوی ستارگان                    | ۲۰۱۹      |                               |
| عمل‌زدایی                         | ۲۰۲۰      |                               |